# 이영회
이영회(李永檜, 1947년 1월 31일 ~ , 전라남도 목포시)는 대한민국의 경제부처 공직자이자 한국수출입은행 은행장과 아시아자산신탁 대표이사 회장을 지낸 금융인이다.

## 학력
- 서울대학교 사범대학 부설고등학교
- 서울대학교 경제학과
- 인디애나대학교 경영대학원 경영학 석사

## 경력
- 제11회 행정고등고시 합격
- 재무부 국장
- 국제통화기금(IMF) 자문관
- 재정경제원 예산총괄국 국장
- 세계은행(IBRD) 이사
- 재정경제부 기획관리실 실장
- 한국수출입은행 은행장
- 아시아개발은행(ADB) 사무총장
- 아시아자산신탁 대표이사 회장

## 참고 자료
- 이영회 네이버 인물검색